# Адміністративний устрій Корюківського району
Адміністративний устрій Корюківського району — адміністративно-територіальний поділ Корюківського району Чернігівської області 1 міську громаду, 1 селищну громаду та 9 сільських рад, які об'єднують 79 населених пунктів та підпорядковані Корюківській районній раді. Адміністративний центр — місто Корюківка.

## Список громадКорюківського району
- Корюківська міська громада
- Холминська селищна громада

## Список радКорюківського району
| № | Назва                               | Центр                 | Населені пункти                                                                                     | Площа км² | Місце за площею | Населення (2001), чол. | Місце за населенням | Розташування |
| - | ----------------------------------- | --------------------- | --------------------------------------------------------------------------------------------------- | --------- | --------------- | ---------------------- | ------------------- | ------------ |
| 1 | Білошицько-Слобідська сільська рада | с. Білошицька Слобода | с. Білошицька Слобода с. Майбутнє                                                                   | 46,934    | 17              | 664                    | 15                  |              |
| 2 | Домашлинська сільська рада          | c. Домашлин           | c. Домашлин с. Бешківка с. Луковець                                                                 | 56,727    | 15              | 566                    | 16                  |              |
| 3 | Олександрівська сільська рада       | c. Олександрівка      | c. Олександрівка с. Верхолісся с. Піски                                                             | 69,394    | 8               | 1059                   | 6                   |              |
| 4 | Охрамієвицька сільська рада         | c. Охрамієвичі        | c. Охрамієвичі с. Лупасове с. Романівська Буда                                                      | 103,34    | 2               | 1044                   | 7                   |              |
| 5 | Перелюбська сільська рада           | c. Перелюб            | c. Перелюб с. Баляси                                                                                | 59,55     | 12              | 935                    | 8                   |              |
| 6 | Прибинська сільська рада            | c. Прибинь            | c. Прибинь с. Костянтинівка                                                                         | 60,765    | 11              | 670                    | 14                  |              |
| 7 | Рибинська сільська рада             | c. Рибинськ           | c. Рибинськ с-ще Голубівщина с. Журавлева Буда с. Лісове с. Новоселівка с. Парастовське с. Стопилка | 57,477    | 14              | 809                    | 10                  |              |
| 8 | Савинківська сільська рада          | c. Савинки            | c. Савинки с. Бурківка                                                                              | 62,126    | 10              | 681                    | 13                  |              |
| 9 | Шишківська сільська рада            | c. Шишківка           | c. Шишківка с. Рудня                                                                                | 50,639    | 16              | 566                    | 17                  |              |

* Примітки: м. — місто, с-ще — селище, смт — селище міського типу, с. — село